# 学校法人行岡保健衛生学園
学校法人行岡保健衛生学園（ゆきおかほけんえいせいがくえん）は、大阪市北区にある学校法人。行岡忠雄医学博士により、1933年（昭和8年）に日本初の柔道整復師養成施設として開設された大阪接骨学校に始まり、現在、6つのコメディカルスタッフを育成する総合専門学校。

## 設置する学校
- 大阪行岡医療大学（大阪府茨木市）
- 大阪行岡医療専門学校長柄校（大阪市北区）
- 行岡医学技術専門学校（大阪市北区）